# تومي هيندريكس
تومي هيندريكس (بالإنجليزية: Tommy Hendricks)‏ هو لاعب كرة قدم أمريكية أمريكي، ولد في 23 أكتوبر 1978 في هيوستن في الولايات المتحدة.

## وصلات خارجية
- تومي هيندريكس على موقع مرجع كرة القدم المحترفة.كوم (الإنجليزية)